# Simon & Garfunkel
Simon & Garfunkel – amerykański duet rockowy powstały w 1957 (jako Tom and Jerry – obecna nazwa została wybrana przez duet w 1964), najczęściej kojarzony z gatunkami folk rock i soft rock.

## Charakterystyka
Grupa była nie tylko najpopularniejszym duetem wokalnym lat 60, lecz także należała do najbardziej znanych grup rockowych obok The Beatles, The Beach Boys czy The Rolling Stones. W jej skład wchodzili szkolni koledzy Paul Simon (ur. 13 października 1941) – grający na gitarze i śpiewający oraz komponujący piosenki i piszący do nich teksty, oraz obdarzony bardzo czystym głosem, wysokim tenorem, Art Garfunkel (ur. 5 listopada 1941). Muzyka grupy, wykonywana zwykle przy akompaniamencie gitary akustycznej i delikatnie grającego zespołu rockowego, charakteryzowała się wpadającymi w ucho melodiami i trafiającymi do młodzieży tekstami. W 2003 album Bridge Over Troubled Water został sklasyfikowany na 51. miejscu listy 500 albumów wszech czasów magazynu Rolling Stone. Utwór tytułowy został umieszczony na 48. miejscu listy 500 utworów wszech czasów tego samego magazynu. Inny utwór ze wspomnianego albumu, The Boxer został umieszczony na 105. pozycji, z kolei The Sound of Silence pochodzący z ich debiutanckiego albumu zajął 157. miejsce.
Duet rozwiązał się w 1970, tuż po wydaniu Bridge Over Troubled Water, swojego największego sukcesu komercyjnego. Powodem rozstania były różnice artystyczne, mimo to obaj muzycy spotykali się potem okazjonalnie, by dawać koncerty. Do największych przedsięwzięć tego typu należał darmowy koncert w nowojorskim Central Parku w roku 1981, który zgromadził pół miliona widzów, co uczyniło występ siódmym największym w historii koncertem muzycznym.
W 1990 roku duet został wprowadzony do Rock and Roll Hall of Fame.

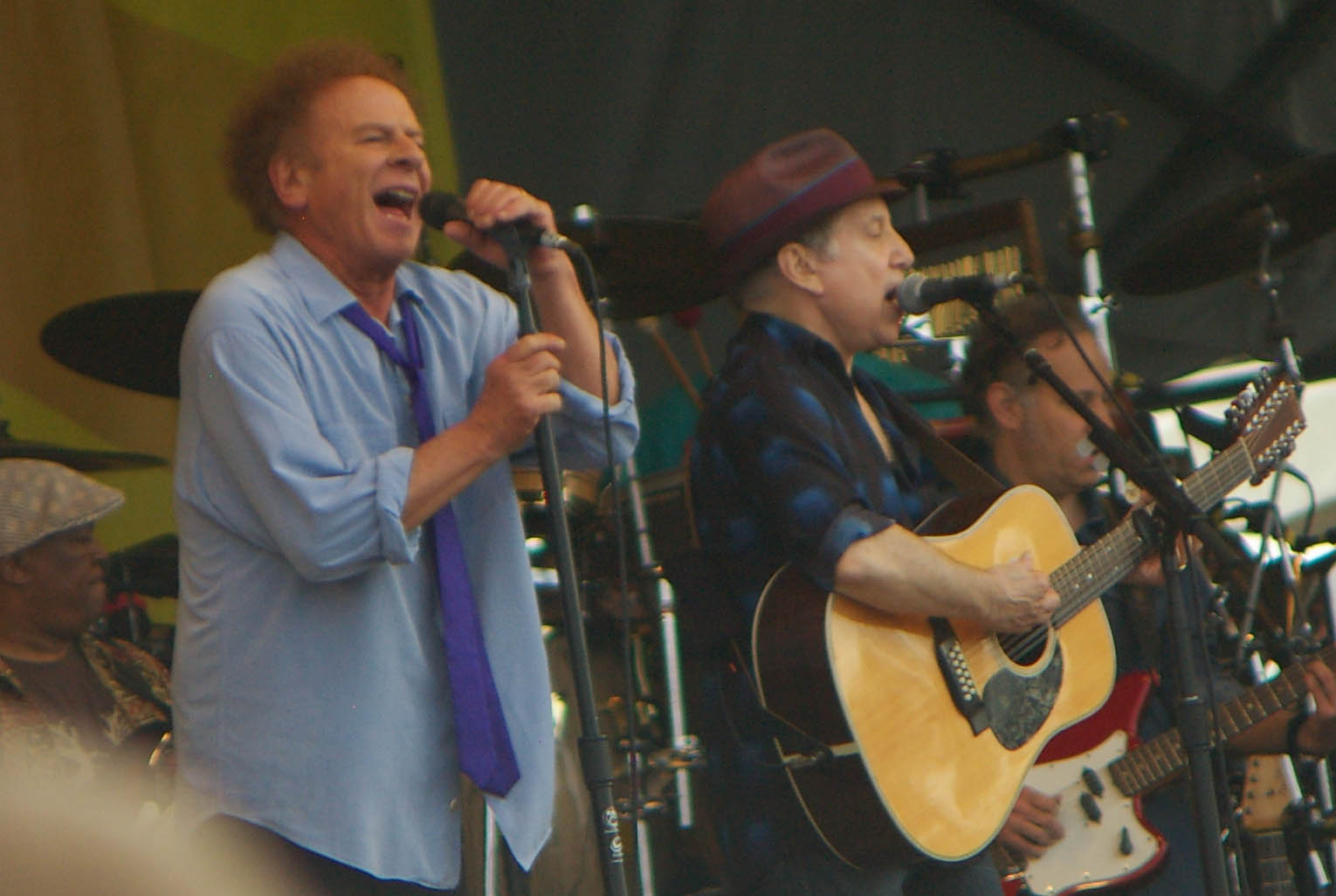
Występ duetu, 24 kwietnia 2010

## Dyskografia
- 1964: Wednesday Morning, 3 A.M.
- 1966: Sounds of Silence
- 1966: Parsley, Sage, Rosemary & Thyme
- 1968: The Graduate
- 1968: Bookends
- 1970: Bridge Over Troubled Water
- 1972: Greatest Hits
- 1981: Concert in Central Park [live]
- 1993: Early Simon & Garfunkel
- 1997: Old Friends
- 1999: The best of Simon & Garfunkel
- 2001: The Columbia Studio Recordings (1964–1970)
- 2002: Live From New York City, 1967
- 2003: The Essential Simon & Garfunkel
- 2004: Old Friends: Live on Stage